# Heppiella verticillata
Heppiella verticillata är en tvåhjärtbladig växtart som först beskrevs av Antonio José Cavanilles, och fick sitt nu gällande namn av José Cuatrecasas. Heppiella verticillata ingår i släktet Heppiella och familjen Gesneriaceae. Inga underarter finns listade i Catalogue of Life.